# Werkwoorden van Engelse herkomst in de Nederlandse spelling
Voor de spelling van werkwoorden van Engelse herkomst gelden in de Nederlandse spelling de volgende regels:
1. Als het hele werkwoord min -en eindigt op een klinker, krijgt de verleden tijd -de en het voltooid deelwoord -d.
bingoën – ik bingo – bingode – gebingood.
rugbyen – ik rugby – rugbyde – gerugbyd.
2. Als het hele werkwoord min -en eindigt op een medeklinker, gaat de vervoeging volgens de kofschipregel. Als de medeklinker in 't kofschip zit, krijgt de verleden tijd -te en het voltooid deelwoord -t; in de andere gevallen -de respectievelijk -d. Het gaat hierbij niet om de letters maar om de klanken; in finishen horen we voor de -en een sisklank.
scrabbelen – ik scrabbel – scrabbelde – gescrabbeld.
faxen – ik fax – faxte – gefaxt.
In de Engelse spelling geeft een e soms de uitspraak van de voorafgaande (mede)klinker aan. Vergelijk her en here. Deze uitspraak-e in de stam blijft staan in de vervoeging.
barbecueën – ik barbecue – barbecuede – gebarbecued.
breakdancen – ik breakdance – breakdancete – gebreakdancet.
Uitzondering: als de uitspraak-e betrekking heeft op een o-klank, zoals in scoren, verdwijnt die e en wordt de o verdubbeld:
scoren – ik scoor – scoorde – gescoord.
promoten - ik promoot - promootte - gepromoot
In de Engelse spelling geeft een verdubbeling van een medeklinker soms ook de uitspraak van de voorafgaande klinker aan. De dubbele medeklinker verdwijnt als de klank is vernederlandst of ook in het Nederlands voorkomt:
volleyballen – ik volleybal – volleybalde – gevolleybald.
yellen – ik yel – yelde – geyeld.
Soms is het onduidelijk of de klank voorafgaand aan -en tot 't kofschip behoort. Sommige taalgebruikers spreken in leasen een s uit (Amerikaans Engels), andere een z (Brits Engels). In golfen zeggen sommigen een /f/, anderen een /v/. In zulke gevallen zijn beide vervoegingen mogelijk:
 Lease-te (of lease-de) niet leaste. Ook: "Hij leaset zijn wagen." (Sinds 2005)
gegolft/gegolfd.
3. Werkwoorden die met een klinker beginnen, krijgen een trema bij het voltooid deelwoord (geen koppelteken).
uploaden – ik upload – uploadde – geüpload.
Indien het werkwoord echter met een medeklinker, initiaalwoord, cijfer of symbool begint, wordt het voorvoegsel aan het woord verbonden met een koppelteken.
ge-sms't
ge-e-maild